# Линч, Том
То́мас (Том) Линч (англ. Thomas «Tom» Lynch; дата рождения неизвестна, Фолл-Ривер, штат Массачусетс, США — дата смерти неизвестна) — американский футболист, полузащитник, участник чемпионата мира 1934 года в составе сборной США.

## Карьера

### Клубная
Том Линч играл в профессиональных клубах Американской Футбольной Лиги: «Бруклин Селтик» и «Нью-Йорк Американс». В составе «Нью-Йорк Американс» он совершил турне в Мексику в июне 1935 года и участвовал в матчах с мексиканскими клубами.

### В сборной
Том Линч был вызван в сборную США для участия в чемпионате мира 1934 года в Италии. Но участие в турнире сборной было скоротечным – футболисты отправились домой уже после первого поражения, и Тому Линчу было не суждено сыграть ни минуты на этом турнире.